# Кеммерн
Кеммерн (нім. Kemmern) — громада в Німеччині, розташована в землі Баварія. Підпорядковується адміністративному округу Верхня Франконія. Входить до складу району Бамберг.
Площа — 8,27 км2. Населення становить 2552 ос. (станом на 31 грудня 2020).